# 残差平方和
統計学において、残差平方和（ざんさへいほうわ、英: residual sum of squares, RSS）は、残差の平方（二乗）の和である。残差二乗和、SSR（sum of squared residuals）やSSE（sum of squared errors of prediction）とも呼ばれる。残差平方和はデータと推定モデルとの差異を評価している尺度である。小さいRSSの値はデータに対してモデルがぴったりとフィットしていること示している。
一般的に、平方和の分解
(全平方和) = (回帰平方和) + (残差平方和)
が成り立つ。

## 説明変数
単一の説明変数を持つモデルでは、RSSは以下の式で与えられる。
{\displaystyle \mathrm {RSS} =\sum _{i=1}^{n}(y_{i}-f(x_{i}))^{2}}
この時 yi は i 番目の変数の値、xi は i 番目の説明変数の値、{\displaystyle f(x_{i})}（{\displaystyle {\hat {y_{i}}}}とも）はyiの予測値である。標準線形単純回帰モデルでは、 {\displaystyle y_{i}=a+bx_{i}+\varepsilon _{i}\,}（a および b は係数、y および x はそれぞれ従属変数および独立変数、εは誤差項）である。残差平方和は εi の推定量の平方の和であり以下の式で表わされる。
{\displaystyle \mathrm {RSS} =\sum _{i=1}^{n}\varepsilon _{i}^{2}=\sum _{i=1}^{n}(y_{i}-(\alpha +\beta x_{i}))^{2},}
この時、α は定数項 {\displaystyle a} の推定値、β は回帰係数 b の推定値である。